# Massimo Manca (giocatore di football americano)
Massimo Manca (Sassari, 18 marzo 1964) è un ex giocatore di football americano italiano.

## Carriera
Ha giocato tre partite in NFL nel 1987 con i Cincinnati Bengals.